# Fabinho Fontes
Fábio Roberto Teixeira Fontes, também conhecido como Fabinho Fontes (São Paulo, 29 de março de 1974), é um ex-futebolista brasileiro. Ele foi meiocampista. Foi revelado nas categorias de base do Corinthians e com passagens por várias equipes brasileiras, além de ter atuado no futebol do Equador e de Portugal. O atleta também foi convocado para a seleção brasileira.

## História
Fabinho começou nas categorias de base do Corinthians, aos oito anos de idade, após passar por um teste. Foi destaque nas equipes menores do clube, ao ponto de ter assinado o seu primeiro contrato profissional aos 17 anos. 
Na equipe júnior, teve a primeira grande participação na Copa São Paulo de Futebol Júnior de 1993, quando teve grande participação ao lado do atacante Marques e do lateral-esquerdo Sylvinho. Na final, o Corinthians perdeu parao São Paulo por 4 x 3. 
Na sequência, ele foi convocado pela seleção brasileira para a disputa do Campeonato Mundial de Juniores na Austrália, aonde sagrou-se campeão. Logo após o retorno ao Timão, foi integrado ao elenco profissional pelo técnico Nelsinho Batista.
Ele seguiu no time profissional em 1994 e foi integrado ao time júnior no ano seguinte para a disputa da Copa São Paulo. Fabinho foi o grande destaque da competição, tornando-se artilheiro e campeão. Na final, derrotou a Preta por 3 x 2 e encerrou jejum de 25 anos sem conquistar título do torneio.
Fabinho novamente foi integrado ao time profissional em 1995 fez parte do elenco que foi campeão paulista e da Copa do Brasil. Porém, não conseguiu aproveitar as oportunidades oferecidas pelo técnico Eduardo Amorim. Ao todo, ele disputou 14 partidas e marcou um gol.
Em 1996, o Corinthians liberou o atleta, que foi contratado pelo LDU do Equador, que teve na época o ídolo corintiano Sócrates como técnico. Ele marcou 11 gols no Campeonato Equatoriano. 
No ano de 1997, ele foi contrato pelo Taubaté para a disputa do 
Campeonato Paulista da Série A-3. . Fabinho fez parte do elenco que realizou uma campanha mediana, sem se classificar a fase decisiva, mas tornou-se ídolo da torcida taubateana.
No ano seguinte, Fabinho foi o artilheiro da Série A-3, com 14 gols, quando o Taubaté chegou à final e perdeu a decisão e o acesso para o São Caetano.  O bom desempenho o levou, ainda em 1998, para o Alverca, de Portugal, para a disputa da principal divisão do Campeonato Português.
Em 1999, retornou ao futebol brasileiro e teve passagens pelo Figueirense e Bragantino. 
Após isso, teve longa passagem pelo futebol Nordestino, com atuações em clubes do Maranhão (Sampaio Corrêa e Imperatriz), Ceará (Crato), Alagoas (Corinthians Alagoano), Paraíba (Botafogo) e Rio Grande do Norte (América).
Também jogou no Independente, São José-AP e Ananindeua). Sua última atuação no futebol profissional foi no Santa Helena, de Goiás, em 2011.
Após o fim da carreira profissional, participou de partidas do time máster do Corinthians e de clubes amadores de futebol. 

## Problemas com a Justiça
Fabinho foi preso no dia 5 de março de 2012 após ser preso sob acusação de estupro de uma criança de 5 anos na cidade de São Paulo. O fato aconteceu dentro do veículo de um amigo do atleta ao retornar de uma partida de futebol.  Atualmente ele está preso na Penitenciária Doutor José Augusto César Salgado, no município de Tremembé.